# Madame (Werefkin)
Madame ist der Titel eines Bildes, das die russische Künstlerin Marianne von Werefkin um 1909 malte. Das Werk gehört zum Bestand der Fondazione Marianne Werefkin (FMW) in Ascona. Es trägt die Inventar-Nummer FMW 0-00-16. Die zugehörige Skizze, eine bunte Gouache mit der Inventar-Nummer FMW 49-2-664-b12/76, befindet sich ebenfalls in der FMW.

## Technik und Maße
Bei dem Bild handelt es sich um eine Tempera-Malerei auf Karton, 69 × 46 cm. Es trägt keine Signatur oder Datierung.

## Ikonografie
Dargestellt ist eine Frau, keine Schönheit,    der Kopf gezeigt im Profil, mit blauen Augen, auffallend hervorstehender Nase und skurriler Frisur mit abnormem Haarschmuck. In mondäner Aufmachung sitzt sie auf einem rötlichen Sofa vor einem flächigen Hintergrund. Sie trägt ein dunkelblaues Kleid, das ein plakatives rosafarbenes Blumenmuster aufweist. Von beiden Schultern fällt ein gelber Schal entlang der Arme auf ihren Schoß. Hände und Unterarme sind mit weißen Glacéhandschuhen bedeckt. Mit der linken Hand hält sie einen zugeklappten roten Faltfächer.

## Groteske Haltung, komische Gesten
Aufschlussreich für die Absicht der Künstlerin ist die dem Gemälde vorausgegangene Gouache. Sie nimmt die Figur in Gänze vorweg und zeigt den Kopf im Halbprofil mit beiden Augen. Werefkin wiederholte auf der linken oberen Ecke des Blattes den Porträtkopf der „Madame“ in reiner Profilansicht mit einer sehr großen missgestalteten Nase, die in dem Gemälde nicht dermaßen ausgeprägt zur Ausführung kam. Die Skizze verdeutlicht Werefkins Künstlerwillen, das Hässliche der Darstellung mittels karikaturhafter Übertreibung zum Ausdruck zu bringen. Das Missgestaltete und Groteske stellte Werefkin den damals noch gängigen Vorstellungen überkommener Schönheitsidealen gegenüber.
Madame geht gewisslich auf eine Anregung durch die Nabis zurück. Werefkin scheint die theoretischen Schriften von Maurice Denis gekannt zu haben, in denen er die Karikatur als legitimes Stilmittel befürwortet. Auf ihren Reisen in Frankreich muss Werefkin Originale von Édouard Vuillard, Pierre Bonnard und anderen Nabis kennengelernt haben. Man fühlt sich an Bilder der Nabis erinnert, die Figuren in wunderlich bizarren Bewegungen zeigen. Diese beziehen sich auf die japanische Holzschnittkunst, die einen Bildtypus geschaffen hatte, der besonders gerne Schauspieler in phantastischen Auftritten in grotesker Haltung mit komischen Gesten zeigt. Da sich genau dieser Bildtypus in Jawlenskys japanischer Holzschnittsammlung in mehreren Exemplaren erhalten hat, muss man davon ausgehen, dass sich Werefkin nicht nur von den Nabis zu dessen Übernahme inspirieren ließ, sondern wie diese direkt auf original japanische Vorlagen zurückgriff. Denn zu häufig taucht bei ihr das Groteske als Stilelement unter Einbeziehung des Cloisonnismus in ihren Skizzenbüchern auf, z. B. in ihren Sacharoffdarstellungen, wie er den Cakewalk tanzt.

## Toulouse-Lautrecs karikative Stilmittel
Einen sehr hohen Stellenwert maß Werefkin der Kunst von Henri de Toulouse-Lautrec bei. Als sie noch nicht wieder angefangen hatte zu zeichnen und zu malen, bedauerte sie, dass dieser Maler von ihren Freunden falsch verstanden wurde. Erst als sie selbst wieder zu malen begonnen hatte, und in vielen ihrer Bilder auf Toulouse-Lautrec zurückgriff, ihn neu interpretierte, seinen Themen eine andere Gewichtung gab, wurde dessen Kunst auch anderen zum Vorbild. Besonders eng in dieser Hinsicht war ihre Übereinstimmung in künstlerischen Fragen mit Erma Bossi.
Wohl kaum ein anderer Künstler hatte sich so ausschließlich dem Studium und der Darstellung des Menschen verschrieben wie Toulouse-Lautrec. Für ihn existierte allein die Figur. Räumlichkeiten, gar Landschaften begriff er als „Zutat, [...] das Wesen einer Gestalt begreiflicher zu machen.“ Auch er hatte von den Japanern gelernt, das Wesentliche des Menschen reduziert darzustellen. Immer handelt es sich bei ihm um Charakterstudien, die durch Vereinfachungen, übertriebene Mimik und exaltierte Gestik, die vom Bildbetrachter schnell begriffen werden können. Karikative und plakative Stilmittel wurden von Toulouse-Lautrec entwickelt, die heute noch, z. B. in der Werbung, ihre Gültigkeit haben. Dass sie von Werefkin angewendet wurde, wie vor ihr schon von Alexander von Salzmann, wenn sie die Disposition einer ihr nahestehenden Person zu Papier brachte, ist nicht weiter verwunderlich.